# Хуан Цзунси
Хуа́н Цзунси́ (кит. трад. 黃宗羲, упр. 黄宗羲, пиньинь Huáng Zōngxī, 24 сентября 1610 — 12 августа 1695) — китайский философ-неоконфуцианец, общественно-политический деятель и учёный-энциклопедист времён империи Мин.

## Биография
Родился 24 сентября 1610 года в уезде Юйяо современной провинции Чжэцзян. Был сыном Хуана Цзюнсу, значительного политического деятеля, представителя Дунлиньской партии, который погиб в тюрьме в 1626 году.
Сам Хуан Цзунси также был близок к Дунлиньской школе, создав «Общество возрождения», которое унаследовало её идеи, был учеником янминиста Лю Цзунчжоу. Хуан Цзунси вел политическую и вооруженную борьбу с маньчжурами как до, так и после их установления власти в Пекине в 1644 году. Прекратив сопротивление в 1649 году, он поселился у себя на родине в уезде Юйяо пров Чжэцзян и занялся исключительно научной и литературной работой. Умер 12 августа 1695 года.

## Научная деятельность
Славу Хуан Цзунси принесли прежде всего его «исторические произведения», в особенности связанные с событиями недавнего прошлого — эпохи Мин, от сотрудничества в написании официальной истории которой он из идейных соображений отказался. Им были созданы классические работы по истории китайской философии периода её наивысшего развития при империях Сун, Юань, Мин: «Сун Юань Сюэ ань» («Отчёт о обучения эпох Сун и Юань»; завершена Цюань Цзюваном, опубликована в 1838), «Мин жу сюэань» («Отчёт об учениях конфуцианцев эпохи Мин», 1676 год). Первый его самостоятельный трактат «Мин и дайфанлу» («Записки для ожидаемого с визитом правителя в период Поражения Света» или, в другом возможном понимании, «Записки, которые просвещают варваров в ожидании прихода совершенно мудрого правителя»), написанный в 1662 году и посвящен природоведческой проблематике. В конце концов он стал основателем Чжэцзянской исторической школы.
В общетеоретическом и философском плане Хуан Цзунси критиковал как буддистскую ересь, которую отстаивала школа Чжу Си — братьев Чэн, и доминировавшей в официальном неоконфуцианстве приоритет «принципа», всячески подчеркивая первичность коррелятивной ему «пневмы» (ци). Всенаполняющая, являющаяся «единым корнем» (бэнь), пневма «рождает людей, рождает вещи», а принципы представляют собой упорядоченность её «распространяемого действия» (лю сын), поэтому «без пневмы нет принципов» и «принцип — это принцип пневмы».
Поддерживая идеи школы Лу Цзююаня — Ван Янмина относительно приоритета «сердца», Хуан Цзунси утверждал, что «все наполняет небо и землю есть сердце» и «назад исчерпывающее исследование принципов означает исчерпание тьмы особенностей в собственном сердце, а не исчерпание тьмы особенностей тьмы вещей».
Сочетание этих двух установок привело Хуан Цзунси к «отождествлению сердца и пневмы» : «человек получает пневму от Неба, чтобы жить, и обладает только одним сердцем, и все», «в Небе-это пневма, в человеке это сердце, в Небе-это принцип, в человеке это индивидуальная природа».
Динамический характер пневмы как субстрата гносеопсихологического центра — сердца, в свою очередь, обусловил деятельность трактовки познания, что нашло отражение в интерпретации «доведение до конца» из фундаментального тезиса Ван Янмина о «доведении знания до конца» с помощью категории «действие».
Согласно Хуан Цзунси, всеми людьми от рождения движут частные интересы и стремление к пользе. Но в жизни общества (Поднебесной) должна осуществляться общая польза, за что ответственен прежде всего обладатель.
Ссылаясь на различные исторические и мифические прецеденты, Хуан Цзунси признавал легитимной как наследственную, так и ненаследственную монархию, считая главным критерием легитимности стремление монарха к общественной пользе, соблюдение интересов всей Поднебесной, а не собственных интересов или своей семьи.
Хуан Цзунси отрицал неизменяемость законов, утверждая, что каждая эпоха имеет законы данной эпохи, и доказывая это с помощью исторических исследований.
Он выступал за уравнительное перераспределение земель, восстановление древней системы «колодезных полей», снижение налогов с крестьян и их пятиступенчатую дифференциацию в зависимости от плодородия земли, а также за то, чтобы не только земледелие, но также торговля и ремесло считались «основным занятием»; за унификацию денежной системы, эмиссию бумажных денег и учреждения банков; за такую систему воинской повинности, при которой каждые 50 человек выставляют одного рекрута, а 10 семей снабжают его продовольствием.
Кроме этого, занимался изучением географии, математики, астрономии, теории музыки и календарными расчетами.

## Литературная деятельность
В стихах Хуан Цзунси, как и в трех его «Хрониках» и в «Записках о крепости в горах Симиншань», прослеживается героическая история борьбы против маньчжурских завоевателей. Особенно боевой дух поэта нашёл свое выражение в следующих строках из поэмы «Разные песни, написанные в горах».